# Josephus Daniels (Schiff)
Die Josephus Daniels, auch USS Josephus Daniels, (Kennungen: DLG-27 und CG-27) war ein US-amerikanisches Kriegsschiff der Belknap-Klasse. Sie wurde 1965 als Zerstörerführer in Dienst gestellt, 1975 aber zu einem Lenkwaffenkreuzer umklassifiziert. 1994 folgte die Außerdienststellung. Das Schiff nahm am Vietnam- und Bosnienkrieg teil.

## Technik

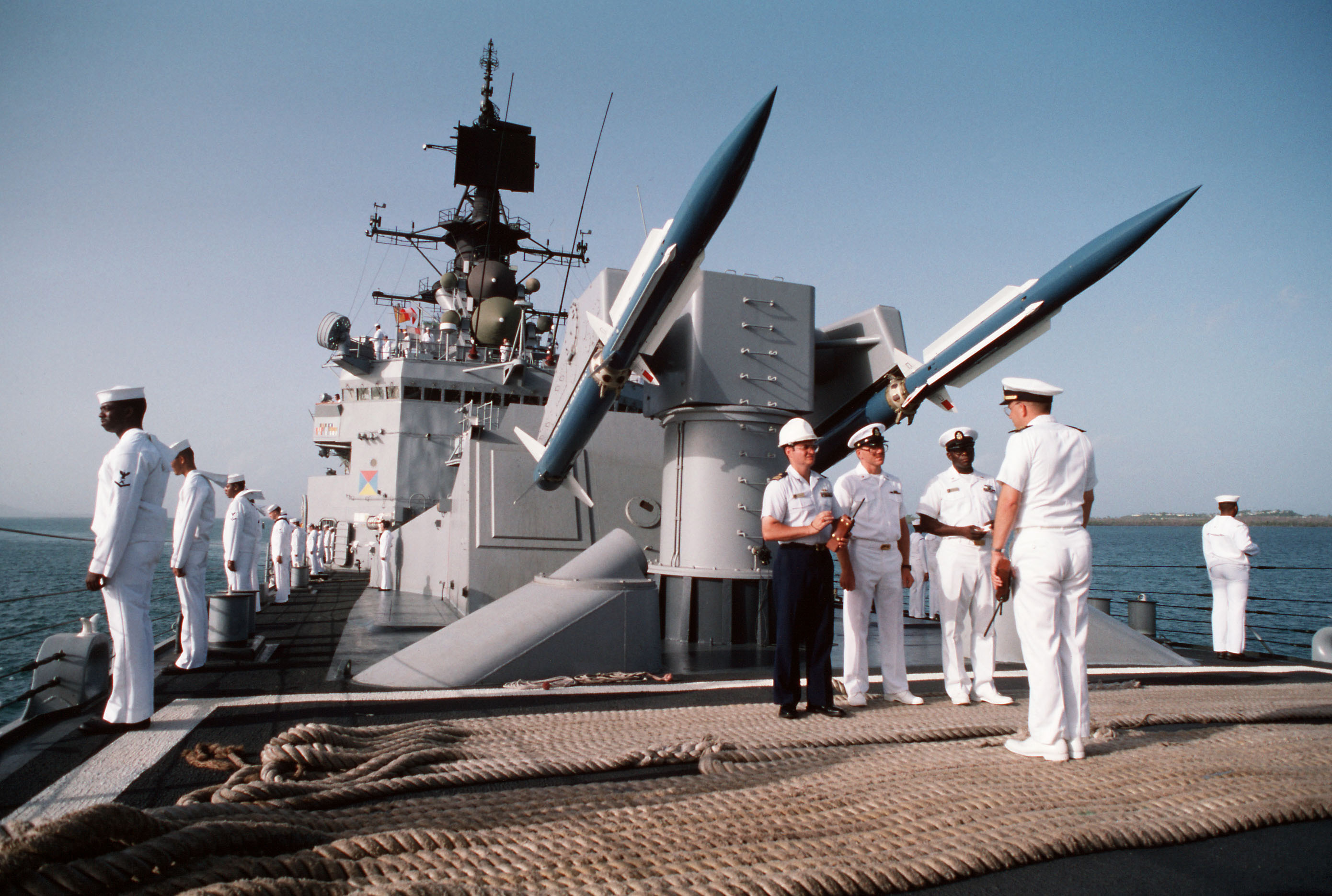
Raketenstarter der Josephus Daniels

Als Einheit der Belknap-Klasse war die Josephus Daniels bei einer Breite von 16,80 Meter und 9,4 Meter Tiefgang über 166 Meter lang. Die maximale Verdrängung lag bei fast 9.000 tn.l. Der Dampfturbinenantrieb, bestehend aus vier Wasserrohrkesseln und zwei Getriebeturbinen, die eine Leistung von 85.000 PS auf die zwei Wellen übertrugen, konnte das Schiff auf bis zu 34 Knoten beschleunigen. Die Reichweite mit einer Ladung Bunkeröl lag bei 7.100 Seemeilen oder 13.000 Kilometer bei einer Marschgeschwindigkeit von 20 Knoten.
Wie alle Schiffe der Belknap-Klasse wurde die Josephus Daniels hauptsächlich als Geleitschutz für Flugzeugträger eingesetzt, sie war besonders für Flugabwehraufgaben geeignet. Dafür befand sich am Bug ein Doppelarmstarter für die Flugabwehrrakete RIM-2 Terrier. Auf dem Heck befand sich vor einem Landeplatz für einen Hubschrauber ein Mark-42-Mehrzweckgeschütz des Kalibers 127 mm, außerdem besaß das Schiff für die U-Jagd einen Starter für die RUR-5 ASROC und sechs Torpedorohre für den Mark-46-Leichtgewichtstorpedo.

## Name und Insigne

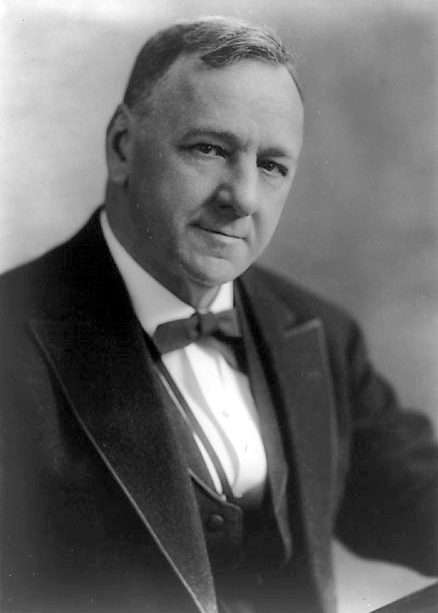
Josephus Daniels

Das Schiff wurde nach Josephus Daniels benannt. Daniels, der 1862 geboren wurde, war ein US-amerikanischer Verleger und während des Ersten Weltkrieges der United States Secretary of the Navy unter Präsident Woodrow Wilson. Dementsprechend wurden auch die Taufpaten für das Schiff ausgewählt. Diese waren Mrs. Clyde R. Rich und Mrs. Robert M. Woronoff, zwei Enkelinnen von Daniels.
Auch das Insigne der Josephus Daniels ist eng an den Namenspatron angelehnt. Es zeigt einen blauen Schild, der durch eine weiße Linie diagonal geteilt wird. Unter links auf dem Schild ist ein Anker abgebildet, der die Verbundenheit Daniels’ mit der Navy zeigen soll, oben rechts eine Feder, die seine Vergangenheit als Verleger symbolisiert. Speziell seine Zeit im Kabinett der Vereinigten Staaten und als Botschafter für sein Heimatland in Mexiko wird durch den Adler dargestellt, der über dem Schild thront und dem Siegel der Vereinigten Staaten entlehnt ist.

## Geschichte

### Bau und erste Fahrten
Die Josephus Daniels wurde 1961 in Auftrag gegeben und im April 1962 auf Kiel gelegt. Bauwerft war Bath Iron Works in Bath, Maine. Nach rund eineinhalb Jahren Bauzeit lief das Schiff Ende 1963 vom Stapel und wurde getauft. Nach der Endausrüstung und den Werfterprobungsfahrten wurde DLG-27 am 4. Mai 1965 an die US Navy übergeben und vier Tage später in der Boston Naval Shipyard offiziell in Dienst gestellt. Bei der Zeremonie war Konteradmiral Charles K. Duncan, Kommandeur der Kreuzer-/Zerstörerflotte der US-Atlantikflotte, der Hauptredner. Nach der Zeremonie fuhr die Josephus Daniels in die Naval Station Norfolk, Norfolk, Virginia, ihrem ersten Heimathafen.
Seinen ersten Einsatz begann der Zerstörerführer 1967, als das Schiff ins Mittelmeer verlegt wurde, um an Übungen der NATO teilzunehmen. Ende Mai 1968 wurde die Josephus Daniels abgestellt, um nach dem verschollenen U-Boot Scorpion zu suchen – eine Suche, die jedoch vergeblich blieb. Im Juli nahm das Schiff an der Übung UNITAS teil, während der sie mit Marineeinheiten südamerikanischer Staaten den südamerikanischen Kontinent umrundete. Anfang des Jahres 1969 dockte die Josephus Daniels zur ersten Überholung in der Norfolk Naval Shipyard ein. Diese dauerte bis September, den Rest des Jahres verbrachte die Besatzung mit Testfahrten in der Karibik.

### 1970er Jahre
Die 1970er Jahre begannen für die Josephus Daniels mit ihrem ersten Kriegseinsatz. Am 25. Februar verließ das Schiff den Hafen und trat durch den Panamakanal in den Pazifik ein, um vor die Küste Vietnams zu fahren, wo der Vietnamkrieg tobte. Anfang April löste sie ihr Schwesterschiff Belknap als Flaggschiff der „Task Group 77.0.1“. Die Josephus Daniels koordinierte im Golf von Tonkin Luftüberwachungseinsätze und diente dort als Combat-Search-and-Rescue-Einheit. Ihr Schwesterschiff Sterett löste die Josephus Daniels nach 26 Tagen ab, um dieser Zeit für Instandhaltungsarbeiten im Hafen von Singapur zu geben. Mitte Mai war die Josephus Daniels wieder vor Vietnam im Einsatz. Später im Sommer wurde das Schiff dann als „Strike Support Ship“ und als Radarvorposten zur Identifizierung auf ihren Flugzeugträger heimkehrender Kampfflugzeuge verwendet. Insgesamt verbrachte die Josephus Daniels während ihrer vier Frontperioden bis zum 8. September 98 Tage im Kriegseinsatz. Die Fahrt brachte dem Schiff die Republic of Vietnam Campaign Medal und die Vietnam Service Medal ein. Ende des Jahres erreichte die Josephus Daniels wieder Norfolk.
1971 folgte die zweite Mittelmeerfahrt, diesmal als Flaggschiff der „Destroyer Squadron 26“. 1972 wurde das Schiff in der Werft auf einen anderen Typ von Bunkeröl umgerüstet. Erst Mitte 1973 folgte der nächste Einsatz, die Josephus Daniels verlegte ins Mittelmeer, dann in den Arktischen Ozean, wo jeweils NATO-Übungen stattfanden. Auch 1975 nahm das Schiff an Übungen des westlichen Verteidigungsbündnisses teil, im September setzte der britische Admiral J. H. F. Eberle seine Flagge auf dem Schiff. Dies war seit dem Britisch-Amerikanischen Krieg 1813, als die Briten die Chesapeake übernommen hatten, die erste Gelegenheit, dass so etwas geschah. Auf dem Rückweg in die Vereinigten Staaten hatte die Josephus Daniels auf dem Atlantik Grüne See abzuwettern, sie krängte um bis zu 47°. 1975 wurde die Kennung der Josephus Daniels von DLG-27 in CG-27 umbenannt, womit das Schiff nun offiziell als Kreuzer betrachtet wurde. Dies geschah, um die nominelle Lücke („cruiser gap“) in den Zahlen dieses mächtigsten Typs von Kriegsschiffen gegenüber der Sowjetunion zu schließen.

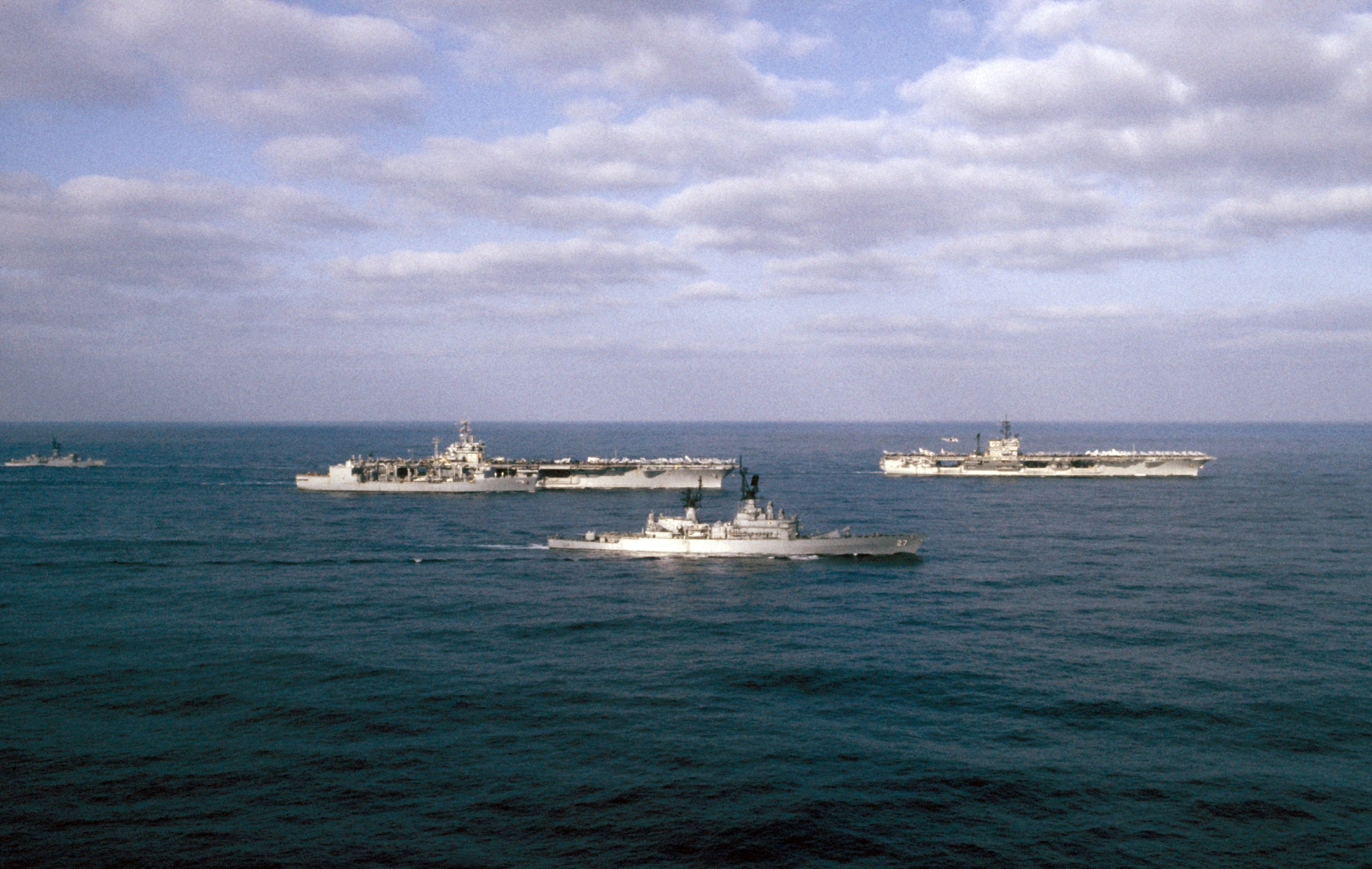
Die Josephus Daniels mit Nimitz und John F. Kennedy, vermutlich Anfang 1978

1976 verlegte der Kreuzer wiederum ins Mittelmeer. Als bekannt wurde, dass der neueste sowjetische Flugdeckkreuzer Kiew erstmals das Schwarze Meer verlassen sollte, wurde die Josephus Daniels ausgewählt, um ihn zu beschatten. Am 27. Juli hatte der Kreuzer vor der Küste von Ägypten erstmals Kontakt mit dem Flugzeugträger sowie dessen Eskorten und verfolgte die Gruppe bis nach Hammamet, Tunesien. Am 31. Juli verließen die Sowjets schließlich das Mittelmeer, einen Tag später brach der Kreuzer den Kontakt ab, zu diesem Zeitpunkt hatte das Schiff bereits viele Fotos und Videos des Trägers, aber auch der Eskorten und deren Taktik zur Abdrängung, gemacht. Dass die sowjetische Marine die Fahrt der Josephus Daniels durch Abdrängen mit zwei Fregatten der Kriwak-Klasse ernsthaft behindert hatte, führte dazu, dass die USA einen Verstoß gegen eine Vereinbarung zum Verhalten auf See zwischen der Sowjetunion und ihnen selbst bemängelten. Gut einen Monat später trainierte die Josephus Daniels mit anderen Einheiten selbst das Abdrängen feindlicher Schiffe. Dabei kam es zu einer Kollision mit der Conyngham, die in den Kreuzer hineinfuhr und einen Propeller beschädigte. Die Josephus Daniels wurde zuerst drei Wochen im italienischen Neapel notrepariert und anschließend im französischen Toulon einer kompletten Reparatur unterzogen. Der Einsatz endete schließlich im Februar 1977.
Den Rest des Jahres verbrachte die Josephus Daniels mit der Installation und dem Testen eines neuen Systems zum Datentransfer „over the horizon“ – also auch über den Horizont und damit die direkte Sichtlinie hinaus – für die AGM-84 Harpoon und die BGM-109 Tomahawk. Die Tests fanden auch auf der inzwischen sechsten Fahrt ins Mittelmeer 1977/1978 statt. Nach der Rückkehr folgte die zweite Überholung in Norfolk, die rund ein Jahr in Anspruch nahm.

### 1980er Jahre

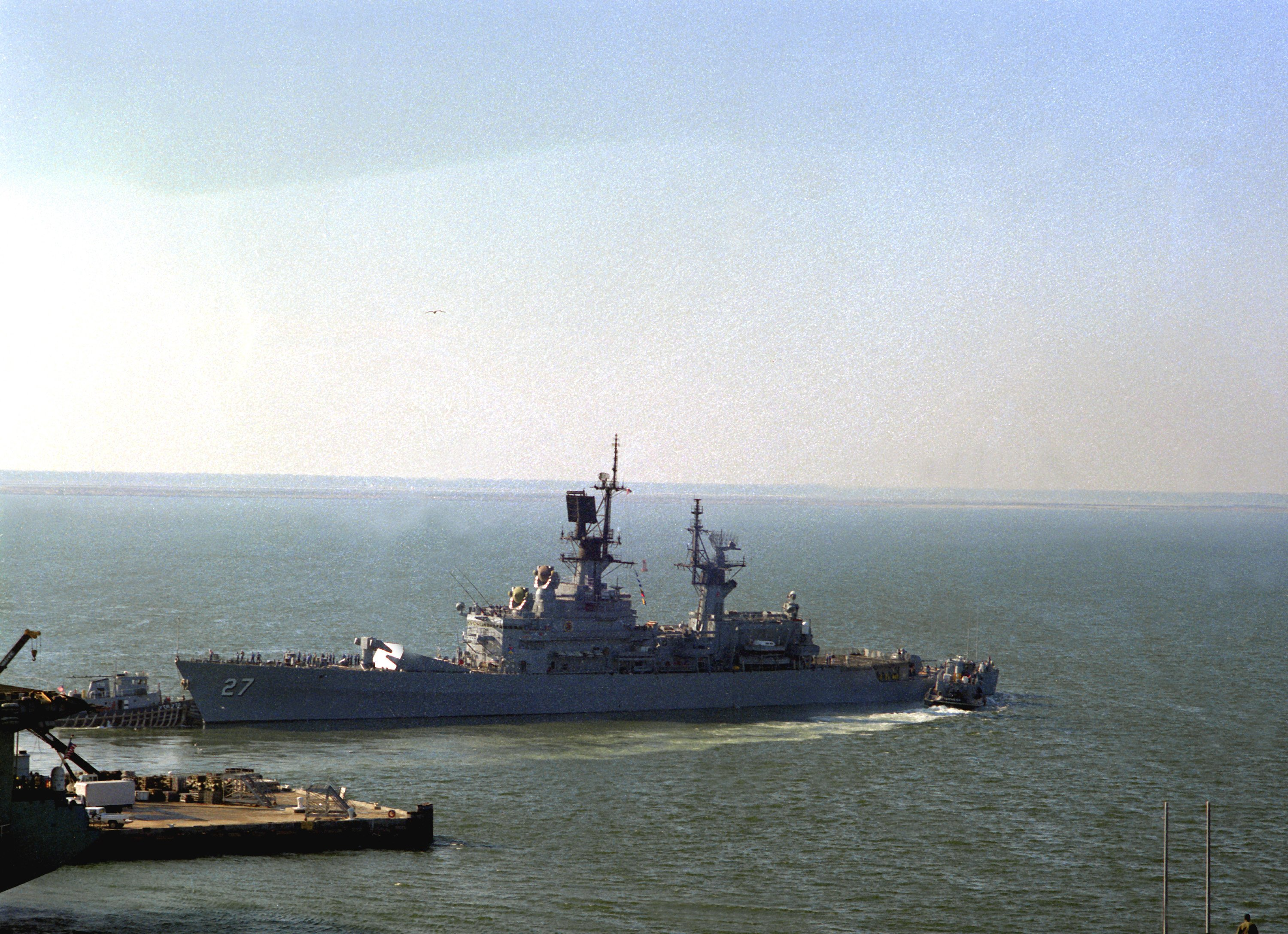
Die Josephus Daniels wird Ende der 1980er Jahre vom Pier in Norfolk bugsiert

Die 1980er Jahre begannen, wie die 1970er geendet hatten – mit einer Verlegung ins Mittelmeer. 1981 standen zwei verkürzte Einsatzfahrten an, die erste führte den Kreuzer im März für einen Monat nach Mittelamerika, die zweite von Juni bis September ins Mittelmeer. Anfang 1982 begann die nächste, wieder reguläre Verlegung; diese sollte das Schiff in den Indischen Ozean führen. Der Weg führte durch das Mittelmeer und den Sueskanal. Am 23. Januar, noch vor Sizilien, schwebte ein Helikopter von der John F. Kennedy über dem Flugdeck der Josephus Daniels, um einen Personal- und Frachttransfer durchzuführen. Der Helikopter verlor plötzlich seinen Antrieb und krachte auf das Heck des Kreuzers. Während das Fluggerät schweren Schaden nahm, blieb der Kreuzer nahezu unbeschädigt, es gab nur einige Leichtverletzte. Noch auf derselben Fahrt gratulierte Marineminister John Lehman der Mannschaft für ihre professionelle Reaktion nach dem Absturz. Am 3. Februar durchquerte das Schiff schließlich den Sueskanal, dabei wurde der Präsident Somalias, Siad Barre, auf das Schiff geflogen. Der Einsatz endete im Juli, im Oktober dockte die Josephus Daniels in der Philadelphia Naval Shipyard zu nächsten Überholung ein.
Erst Ende 1984 begann die nächste Verlegung in den Indik, die bis Februar 1985 dauerte. Im Anschluss wurden die EloKa-Anlagen der Josephus Daniels modernisiert, im Juli verlegte sie in den Arktischen Ozean, befuhr dabei die Barentssee und verbrachte einen Monat in der Umgebung des 75. Breitengrades. Für die dort ausgeführten Operationen erhielt das Schiff eine Meritorious Unit Commendation. Im Januar 1987 kehrte der Kreuzer auf bekannte Schiffsrouten zurück, im Mittelmeer wurde mit NATO-Partnern trainiert. Anfang 1988 folgten Übungen zur Bekämpfung des Drogenschmuggels. Im August des Jahres verlegte die Josephus Daniels erstmals in den Nahen Osten, wurde dort erst von Mitgliedern des Kongresses der Vereinigten Staaten, dann von Verteidigungsminister Frank Carlucci besucht; außerdem bekam das Schiff die Armed Forces Expeditionary Medal verliehen. Am 16. Februar 1989 endete diese Fahrt.

### 1990er Jahre

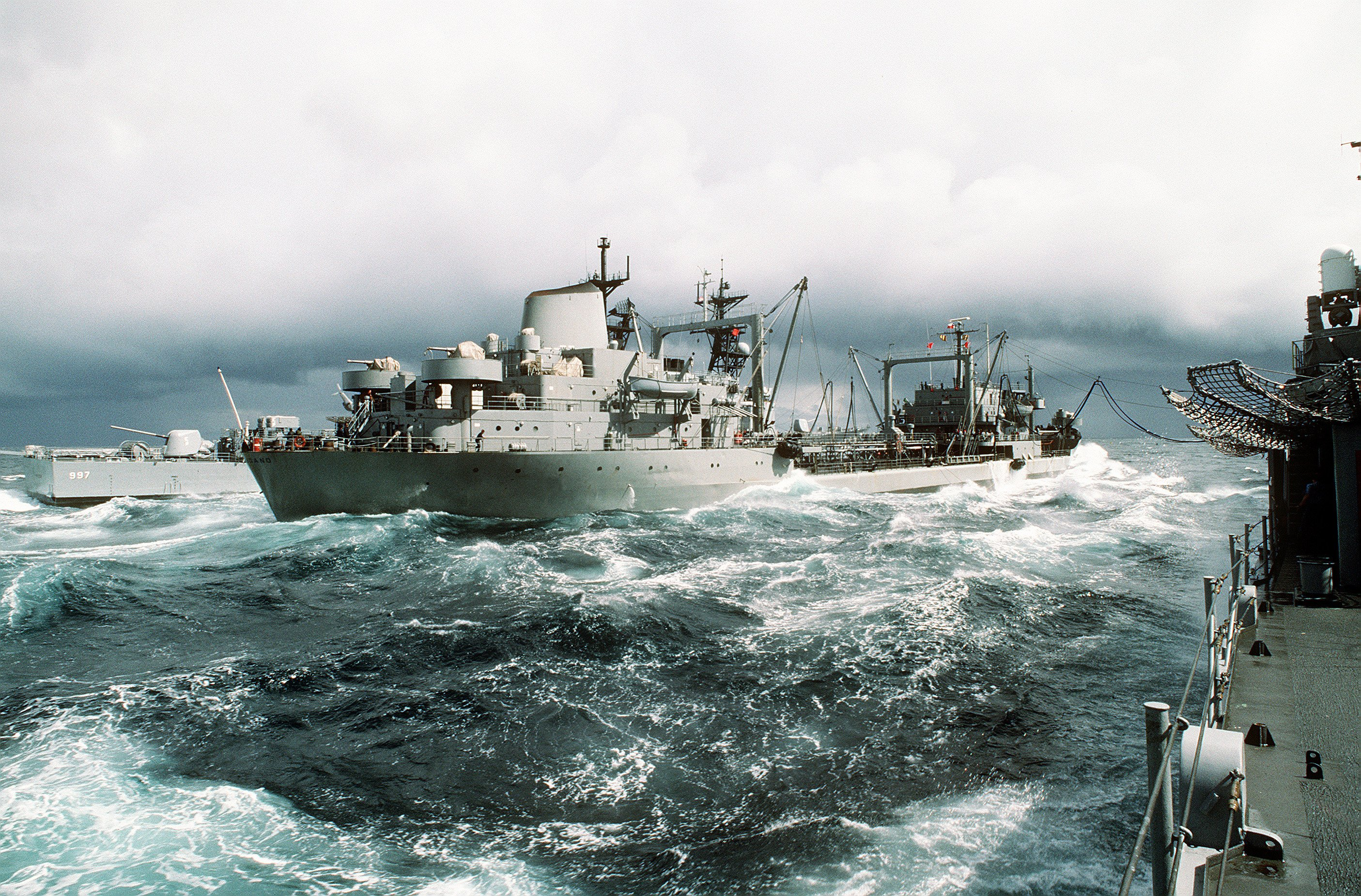
Die Josephus Daniels übernimmt während UNITAS Treibstoff von der chilenischen Araucano

Im Sommer 1990 verlegte die Josephus Daniels zum Manöver UNITAS in südamerikanische Gewässer, hauptsächlich führte sie Übungen mit lokalen Marinen sowie Hafenbesuche durch. Kurz nach dem Beginn des Einsatzes rettete der Kreuzer sechs Überlebende eines havarierten Frachters. Ende Juli fuhr sie durch den Panamakanal in den Pazifik ein. Ende des Jahres kehrte sie nach Norfolk zurück. Das Einsatzjahr 1991 begann für den Kreuzer als Flaggschiff zur Drogenbekämpfung in der Karibik. Die United States Coast Guard, mit der die Josephus Daniels zusammenarbeitete, verlieh dem Schiff dafür die Coast Guard Special Operations Service Ribbon, außerdem bekam sie den Joint Meritorious Unit Award. Bei einem Zwischenstopp im kolumbianischen Cartagena besuchte Kolumbiens Präsident César Gaviria das Schiff. Im Mai des Jahres begann eine rund einjährige Werftliegezeit in Norfolk. Dabei wurde das „New Threat Upgrade“ installiert, eine umfassende Modernisierung der Waffen- und Elektroniksysteme. Unter anderem wurde mit der SM-2 eine verbesserte Luftabwehrrakete an Bord gebracht. Dieses Upgrade sollte sicherstellen, dass der Kreuzer noch mehrere Jahre in der Flotte verbleiben konnte. Im Anschluss folgten Tests der neuen Systeme.
Der letzte Einsatz der Josephus Daniels war wieder an der Front. Am 11. März 1993 verlegte der Kreuzer als Geleitschutz der Theodore Roosevelt und war Flaggschiff für den Kommandanten der „Destroyer Squadron 22“. Ziel der Fahrt war wiederum das Mittelmeer, wo der Bosnienkrieg tobte. Die Josephus Daniels nahm – als Ablösung für die Leyte Gulf – an den Operationen „Provide Promise“, „Deny Flight“ und „Sharp Guard“ teil. Während der Fahrt fanden auch Manöver mit der bulgarischen und französischen Marine statt. Der Einsatz brachte dem Schiff die NATO Service Medal und die Armed Forces Service Medal ein. Am 24. August 1993 erreichte das Schiff wieder Norfolk, kurz darauf wurde entschieden, die Josephus Daniels außer Dienst zu stellen.
Der Kreuzer hatte fast 30 Dienstjahre hinter sich, das abrupte Ende des Kalten Krieges zog außerdem die Notwendigkeit von Einsparungen nach sich. Am 19. Oktober entlud die Josephus Daniels ihre Waffen, vier Tage später begann eine letzte Fahrt mit den Familien und Freunden der Besatzung an Bord. Am 21. Januar 1994 folgte die offizielle Außerdienststellung. Bis zum 17. Februar 1999 lag der Kreuzer als Teil der Reserveflotte am James River der Maritime Administration in Fort Eustis, Virginia. Schließlich wurde die Josephus Daniels nach Brownsville in Texas geschleppt, wo sie bis November 1999 von International Shipbreaking abgewrackt wurde.